# Die lächerlichen Preziösen
Die lächerlichen Preziösen (Originaltitel: Les Précieuses ridicules) ist eine Komödie von Molière, die am 18. November 1659 im Théâtre du Petit-Bourbon uraufgeführt wurde. Der Einakter wurde im Anschluss an das Stück Cinna von Pierre Corneille gezeigt. Das Stück behandelt das Thema der Preziosität in satirischer Weise. Seit der Uraufführung hatte es einen großen Erfolg, sowohl am Königshof als auch in den Theatern von Paris. Dieser wurde dadurch gesteigert, dass sich Molière nach der Veröffentlichung eines Raubdrucks veranlasst sah, sein Stück – als erstes seiner Werke – selbst drucken zu lassen.

## Inhaltsangabe
Der derb-despotische Patriarch Gorgibus will Tochter Magdelon und Nichte Cathos endlich verheiraten. Zu diesem Zweck nach Paris umgezogen, möchten Magdelon und Cathos aber ihr Leben wie in einem galanten Roman gestalten. Gorgibus versteht kein Wort von dem, was ihm die jungen Frauen wortreich zu erklären versuchen, und meint frustriert: « Quel diable de jargon entends-je ici? Voici bien du haut style. » (deutsch: „Teufel auch, was für ein eigenes Gerede soll denn das sein? Ist wohl der hohe Stil.“) Die ersten zwei Verehrer wurden bereits abgewiesen, weil diese nicht nach Vorlage der Carte de Tendre, einer allegorischen Landkarte aus dem Roman „Clélie“ von Madame de Scudéry, um Zuneigung warben, sondern mit der Tür ins Haus gefallen sind und gleich einen Heiratsantrag gemacht haben. Cathos erklärt ihrem Onkel: « Je trouve le mariage une chose tout à fait choquante. Comment est-ce qu’on peut souffrir la pensée de coucher contre un homme vraiment nu? » (deutsch: „Ich finde den Ehestand eine ganz und gar anstößige Sache. Wie kann man den Gedanken ertragen, Seite an Seite mit einem völlig nackten Mann zu schlafen?“) Zutiefst beleidigt verkleiden die Verschmähten ihre Diener als extravagante Adelige. Sie kehren den Spieß in einem Verwechslungsspiel um und geben die « pecques provinciales » (deutsch: „dummen Provinzgänse“) dem Gelächter preis. Das Stück endet mit einem tobenden Gorgibus, der nach all dem Ärger und den Ausgaben, die Magdelon und Cathos ihm durch ihre Koketterien verursacht haben, eine Gruppe angemieteter Geigenspieler verprügelt und die ganze romaneske Literatur zum Teufel wünscht.

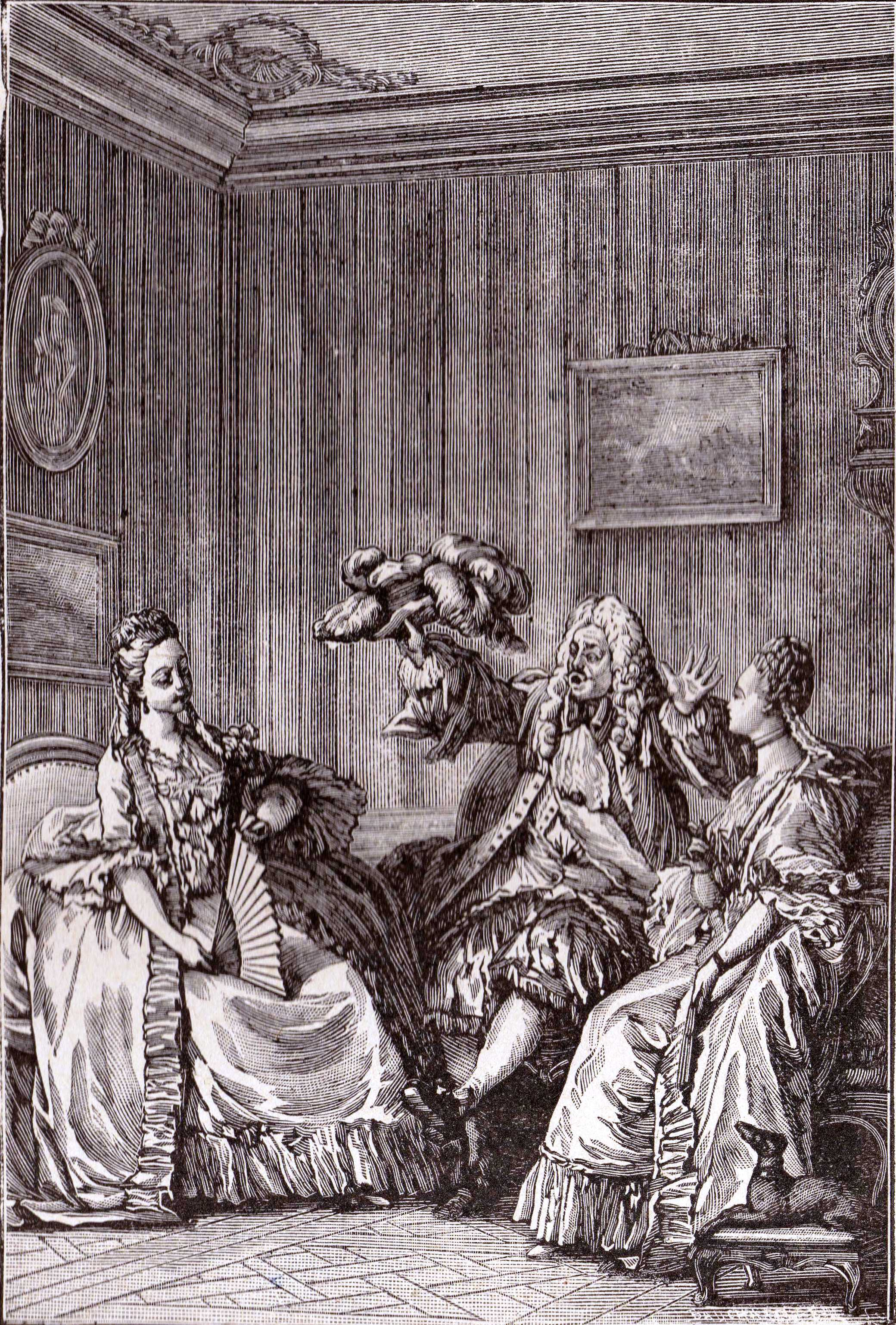
Szene 9. Mascarill: Und über meine Federn sagen Sie kein Wort? Wie gefallen sie Ihnen?
Cathos: Unwahrscheinlich gut.
Gravur von Moreau le Jeune.